# شاهزاده اندوه
شاهزاده اندوه نمایشنامه‌ای از محمد چرمشیر است که توسط انتشارات نیلا چاپ شده است. این نمایشنامه که بر اساس بازخوانی هملت اثر ویلیام شکسپیر نوشته شده است، اولین اثر از سه متن موجود در کتاب منتشرشده نیلا است؛ دومین نمایشنامه افيليا و سومی مردی نشسته است بر يك چهارپايه نام دارند.
بهزاد صدیقی منتقد تئاتر در ششمین جلسه نقد و بررسی باشگاه تئاتر تهران ویژه نمایش «شاهزاده اندوه» گفت: «شاهزاده اندوه براساس متن شکسپیر به‌شکلی کاملاً مدرن و امروزی به نگارش درآمده است و مانند دیگر آثار محمد چرمشیر قواعد را به هم می‌ریزد. این نمایشنامه‌نویس به مقوله اقتباس نگاهی نو و منحصربه‌فرد دارد و نوشته‌های حجیم را در هم می‌شکند و با نگه داشتن هسته اصلی داستان موقعیت‌ها را تغییر می‌دهد و آن را تبدیل به یک اثر مختصر و امروزی می‌کند».

## داستان
داستان شاهزاده اندوه از یک روز آخر هفته آغاز می‌شود. مرد نشسته است روی صندلی پشت یک میز. این نمایشنامه یک مونولوگ طولانی است اما مرد تنها نیست: عروسک‌ها، حیوانات عروسکی که یک‌به‌یک روی میز می‌چیند و هرکدام یکی از اعضای خانواده یا دوستانش هستند، او را در این نمایش همراهی می‌کنند و مرد خطاب به آن‌ها داستان زندگی خود را روایت می‌کند. هرچه نمایش پیش می‌رود، اشیای دیگری هم اضافه می‌شوند: از ماشین کوچک و درخت‌ها تا گیره بند رخت و وان حمام. مرد رفته‌رفته عروسک‌گردانی تمام‌عیاری به‌راه می‌اندازد و داستان هملت او روایت می‌شود: «تو فلسفه می‌خونی. چیزی که می‌دونی به هیچ دردی نمی‌خوره جز این‌که تو رو دور نگه داره از خونه‌ت، جایی که دیگه هیچ‌وقت دلت نمی‌خواد بهش برگردی. اما عاقبت چی؟ حالا نمی‌خوای بهش فکر کنی. حالا فقط به روز خوبی که قراره بگذرونی فکر می‌کنی. برای همین حالا این‌جا وایساده‌ی، زیر این تابلوی بزرگ تبلیغاتی. و داری نگاه می‌کنی به نوشته‌هاش تا وقت بگذره. خیره موندهٔ به اون نوشته‌ها. داری چیز عجیبی رو می‌خونی که روی تابلو نوشته شده: بودن یا نبودن؟». علاوه بر اشیاء و عروسک‌ها و ماکت‌ها، چند صدا هم همراه راوی هستند که نمایش را پیش می‌برند. صداهایی که خود راوی تقلید می‌کند و همراه عروسک‌هاشان بر صحنه ظاهر می‌شوند.

## نمایش
شاهزاده اندوه در سال ۱۳۹۸ به کارگردانی محمد عاقبتی و بازی افشین هاشمی به روی صحنه رفته است.